# Policotomía
Policotomía (de poli-, "varios", y -tomos "cortar", "dividir") es un término usado en el contexto de la taxonomía para referirse a la forma de clasificación por divisiones y subdivisiones sucesivas, cada una de ellas en un número de partes superior a tres. Como adjetivo se usa policótomo y policotómico.
Cuando el número es de dos, se habla de dicotomía. Cuando el número es de tres se habla de tricotomía.